# Brachytarsomys villosa
Brachytarsomys villosa är en gnagare i underfamiljen Madagaskarråttor (Nesomyinae) som beskrevs av F. Petter 1962.
Artens svans är i motsats till svansen hos den andra arten i samma släkte täckt med hår. Svansen är vid roten svart och vid spetsen vit. Brachytarsomys villosa skiljer sig dessutom från Brachytarsomys albicauda genom en gråaktig päls på ovansidan och genom ett större kranium. Fram till 2008 var bara två individer av arten kända. Kroppslängden (huvud och bål) ligger mellan 228 och 245 mm, svanslängden vid 265 mm och vikten mellan 236 och 360 g. Svansen kan användas som gripverktyg.
Denna gnagare förekommer på norra Madagaskar. Den lever i regioner som ligger 1200 till 1600 meter över havet. Habitatet utgörs av tropiska regnskogar.
Enligt uppskattningar har arten frukter, frön och blad som föda. Honor har sex spenar och per kull föds upp till sex ungar. Dräktiga honor dokumenterades i oktober.
Brachytarsomys villosa är aktiv på natten och klättrar främst i växtligheten. På dagen vilar den i trädens håligheter eller i ihåliga trädstubbar. Arten hotas av skogsavverkningar och av skogsbränder. Troligen faller den offer för introducerade gnagare som svartråttan. IUCN listar arten som starkt hotad (EN).